# EuroVelo 8

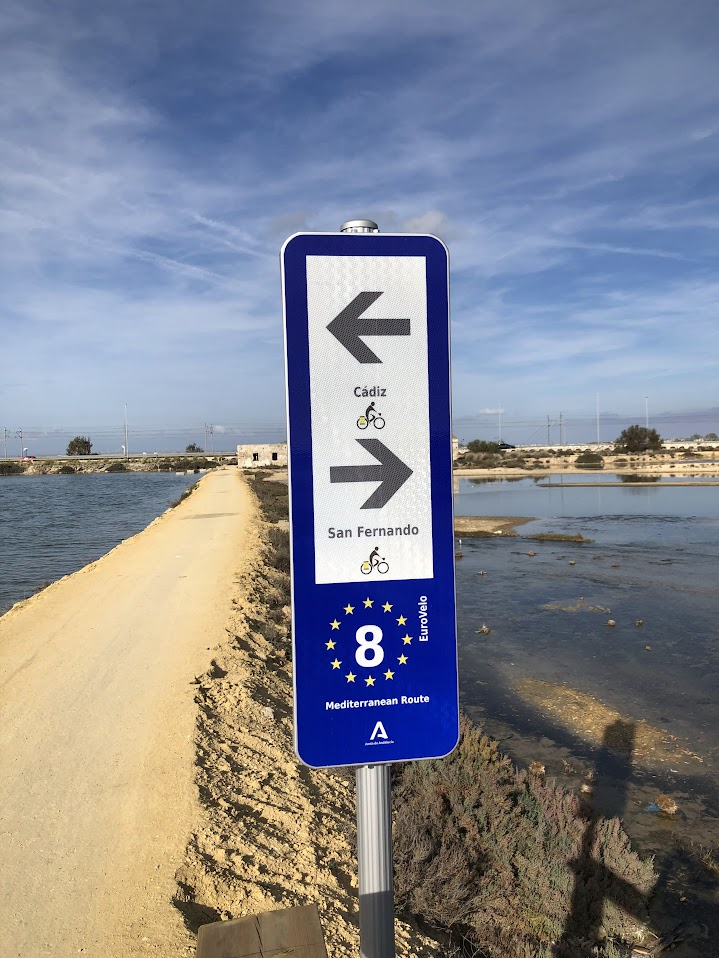
Señal de la ruta Eurovelo en Cádiz

La EuroVelo 8 o ruta mediterránea es una ruta ciclista transeuropea de larga distancia que forma parte de la red EuroVelo. Es conocida como la Ruta del Mediterráneo. Se inicia en la ciudad de Cádiz (España) y finaliza en un recorrido circular por la isla de Chipre. En sus 7 500 km de longitud pasa por diez países: España, Francia, Italia, Eslovenia, Croacia, Montenegro, Albania, Grecia, Turquía y Chipre.

## Descripción
La ruta EuroVelo 8 es un recorrido por parte de la costa mediterránea de Europa. Se trata de un camino continuo desde Cádiz hasta Atenas, saltando en la parte final a las costas turca y chipriota.

## Países e itinerario
La ruta EuroVelo 8 tiene las condiciones, y pasa por las localidades, que se detallan a continuación. Entre paréntesis se indican los enlaces a otras rutas.

### España
Los trayectos por la costa de Andalucía tienen diferentes estados: Desde el inicio hasta San Roque (Cádiz) la ruta está desarrollada. A partir de aquí, y hasta la ciudad de Málaga, la ruta está en desarrollo. Entre las ciudades de Málaga y Almería, el camino está solamente planificado. Desde esta capital hasta Carboneras (Almería) la ruta está desarrollada.
En los kilómetros siguientes, pasando por la costa de Murcia hasta llegar a la ciudad de Elche (Alicante), el camino está en desarrollo. A partir de esta ciudad y hasta Castalla (Alicante), el recorrido está desarrollado. La continuación de la ruta, ya hasta la población catalana de El Prat de Llobregat (Barcelona), se encuentra en fase de planificación.
El paso por Barcelona, desde el Prat hasta Badalona, está en desarrollo. A partir de aquí y hasta Sils (Gerona) está en planificación. El último tramo desde Sils hasta la frontera con Francia se encuentra desarrollado y con señalización EuroVelo.
Itinerario en España: Cádiz - Facinas - San Roque - Estepona - Marbella - Fuengirola - Málaga - Nerja - Adra - Roquetas de Mar - Almería - Cabo de Gata - Las Hortichuelas - Carboneras - Garrucha - Águilas - Puerto de Mazarrón - Cartagena - Los Alcázares - San Pedro del Pinatar - Murcia - Orihuela - Elche - Alicante - Vía verde del Maigmó - Castalla - Vía verde de Alcoy - Muro de Alcoy - Vía verde del Serpis - Gandía - Cullera - La Albufera - Valencia - Vía verde de Xurra - Sagunto - Grao de Castellón - Vía verde del Mar - Peñíscola - Amposta - Cambrils - Tarragona - El Prat de Llobregat - Barcelona - Badalona - Sils - Vía verde del Carrilet - San Felíu de Guixols - La Junquera.

### Francia
En Francia la ruta EuroVelo 8 es conocida como la Méditerranée á vélo. Toda la ruta está desarrollada y con señales de EuroVelo.
Itinerario en Francia : Argelès-sur-Mer - Béziers - Sète (EV17) - Cavaillon - Draguignan - Cannes - Niza - Menton.

### Italia
El recorrido que atraviesa Italia desde Casale Monferrato a Venecia está desarrollado. El resto de tramos están planificados o en desarrollo.
Itinerario en Italia: Ventimiglia - Turín - Casale Monferrato - Pavía (EV5) - Piacenza (EV5) - Mantua (EV7) - Ferrara - Venecia - Trieste (EV9).

### Eslovenia
El corto recorrido por Eslovenia esta desarrollado y con señalización EuroVelo.
Itinerario en Eslovenia: Spodnje Škofije (EV9) - Koper - Sečovlje (EV9).

### Croacia
El recorrido por Croacia está todo desarrollado. Además, un tramo antes y después de Zadar ya está señalizado con EuroVelo.
Itinerario en Croacia: Sveta Marija na Krasu - Pula (EV9 final) - Rijeka - Zadar - Split - Ploče - (Transbordador) -  Trpanj -  Ston - Dubrovnik. 

### Bosnia y Herzegovina
El recorrido que había en un principio por la costa de Bosnia y Herzegovina ha sido suprimido y se ha sustituido por el anteriormente señalado en la Península de Pelješac de Croacia, entre Trpanj y Ston.

### Montenegro
El recorrido por Montenegro está en desarrollo.
Itinerario en Montenegro: Herceg Novi - Tivat - Kotor - Sukobin.

### Albania
El recorrido por Albania está en desarrollo.
Itinerario en Albania: Shkodër - Tirana - Vlorë - Qafë Botë.

### Grecia
El recorrido por Grecia está en desarrollo.
Itinerario en Grecia: Igumenitsa - Patras - Corinto - Atenas (EV11 final) - (Transbordador a Turquía)

### Turquía
El recorrido por Turquía está desarrollado y con señalización EuroVelo.
Itinerario en Turquía:  Dikili - Bergama - Aliağa - Esmirna - Alaçatı - Selçuk.

### Chipre
El recorrido por Chipre está en desarrollo. Se trata de una ruta circular de 638 km por la isla.
Itinerario en Chipre: Nicosia - Larnaka - Limasol - Pafos - Poli Crysochous - Nicosia.